# Nalout (ville)
Nalout ou Nalut (en arabe : نالوت) est une ville de Libye, chef-lieu du district du même nom ; elle est située à mi-chemin entre Tripoli et Ghadamès, à l'extrémité ouest du djebel Nefoussa. En 2010, sa population était estimée à 26 256 habitants. Entre autres monuments, la ville compte un ksar (grenier fortifié) et une mosquée construite en 1312.

## Histoire

### Nom
Le nom de Nalut et son équivalent Lalut pourraient dériver de Tala, déesse païenne berbère des sources d'eaux. Située à seulement 60 km de la frontière tunisienne et à proximité de plusieurs oasis, Nalut jouait un rôle important dans le commerce caravanier.

### Architecture
Nalut abrite le ksar Nalut, un grenier fortifié par un ksour (château). L'installation est aujourd'hui abandonnée, mais constitue une destination touristique. La forteresse était un bâtiment communautaire où les familles locales pouvaient stocker leurs céréales en temps de conflit.

### Guerre civile libyenne
Un monument dédié au Livre Vert de Mouammar Kadhafi sur la place de la ville a été détruit pendant la guerre civile libyenne.
Fin avril 2011, une chaine de radio contrôlée "Radio Free Nalut" à commencé a émettre dans la ville, elle diffusait ses émissions en berbère.
Une conférence de réconciliation nationale pour les factions de la guerre civile libyenne s'est tenue à Nalut en septembre 2016.

### Musée
Nalut abrite le musée des dinosaures de Nalut , qui expose des arbres fossiles, des crocodiles et des dinosaures qui ont été découverts dans les environs de la ville depuis la première découverte en 1998.

## Géographie

### Localisation et communes limitrophes
La ville de Nalout se trouve en Libye, à proximité de la frontière tunisienne, et au nord-ouest du district dont elle porte le nom.

### Voies de communication et transports

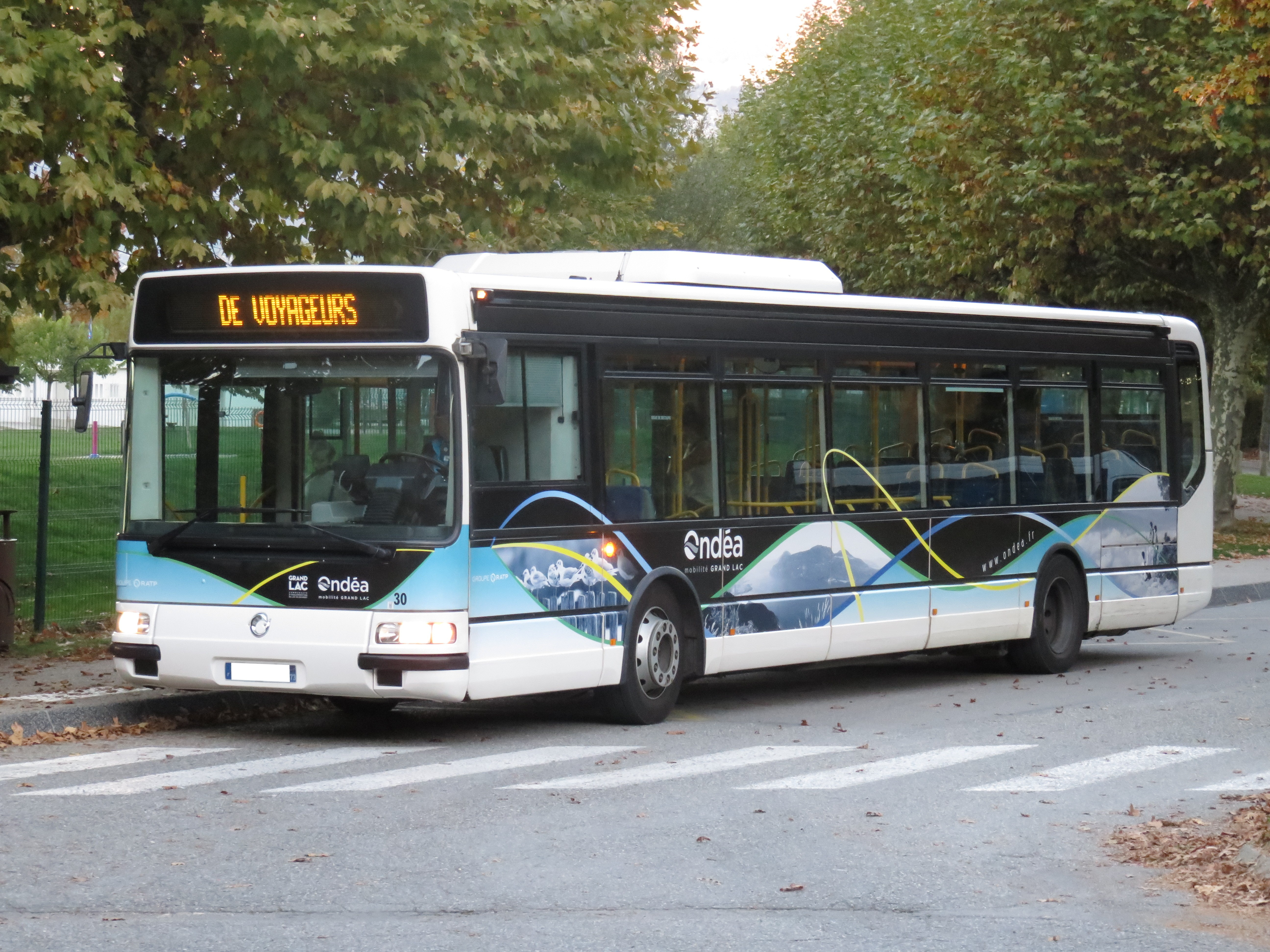
L’un des nouveaux bus de Nalout, ici lors de sa carrière à Aix-les-Bains, en France.

En janvier 2020, la ville se dote d’un réseau de bus, plus de 30 ans après la disparition de ceux-ci. Deux bus achetés d’occasion auprès du réseau français Ondéa, à Aix-les-Bains, sont utilisés pour assurer l’unique ligne, qui dessert 14 arrêts entre la mosquée Tariq Ibn Ziad et la centrale électrique.
L’objectif affiché par la municipalité est de fournir un service aux citoyens et de faire renaitre la culture des transports en commun afin de désengorger les rues.